# Máy tính tương thích IBM PC
Máy tính tương thích với IBM PC là các máy tính tương tự như IBM PC, XT và AT ban đầu, có thể sử dụng cùng một phần mềm và card mở rộng. Các máy tính như vậy được gọi là bản sao PC hoặc bản sao IBM. Chúng bắt chước gần như chính xác tất cả các tính năng quan trọng của kiến trúc PC. Điều này được hỗ trợ do sự lựa chọn các thành phần phần cứng hàng hóa của IBM và do khả năng của các nhà sản xuất khác nhau để thiết kế phần sụn BIOS bằng cách sử dụng kỹ thuật " thiết kế phòng sạch". Columbia Data Products đã  xây dựng máy tương thích đầu tiên của máy tính cá nhân IBM bằng cách cài đặt BIOS phòng sạch của nó.
Những máy tính tương thích IBM PC thời kỳ đầu đã sử dụng cùng một bus máy tính như các máy PC và AT gốc. Bus tương thích IBM AT sau đó được các nhà sản xuất máy tính tương thích đặt tên là bus Kiến trúc tiêu chuẩn công nghiệp (ISA). Thuật ngữ "tương thích IBM PC" hiện chỉ là một mô tả lịch sử, vì IBM đã ngừng bán máy tính cá nhân.
Hậu duệ của máy tính tương thích IBM PC bao gồm phần lớn các máy tính cá nhân trên thị trường hiện nay với hệ điều hành thống trị là Microsoft Windows, mặc dù khả năng tương tác với cấu trúc bus và các thiết bị ngoại vi của kiến trúc PC gốc có thể bị hạn chế hoặc không tồn tại. Một số máy tính chạy MS-DOS nhưng có đủ sự khác biệt về phần cứng mà phần mềm tương thích IBM không thể sử dụng được; ví dụ bao gồm sự khác biệt nhỏ trong bản đồ bộ nhớ, cổng nối tiếp hoặc phần cứng video. Chỉ Macintosh giữ thị phần đáng kể mà không có tính tương thích với PC của IBM.

## Nguồn gốc

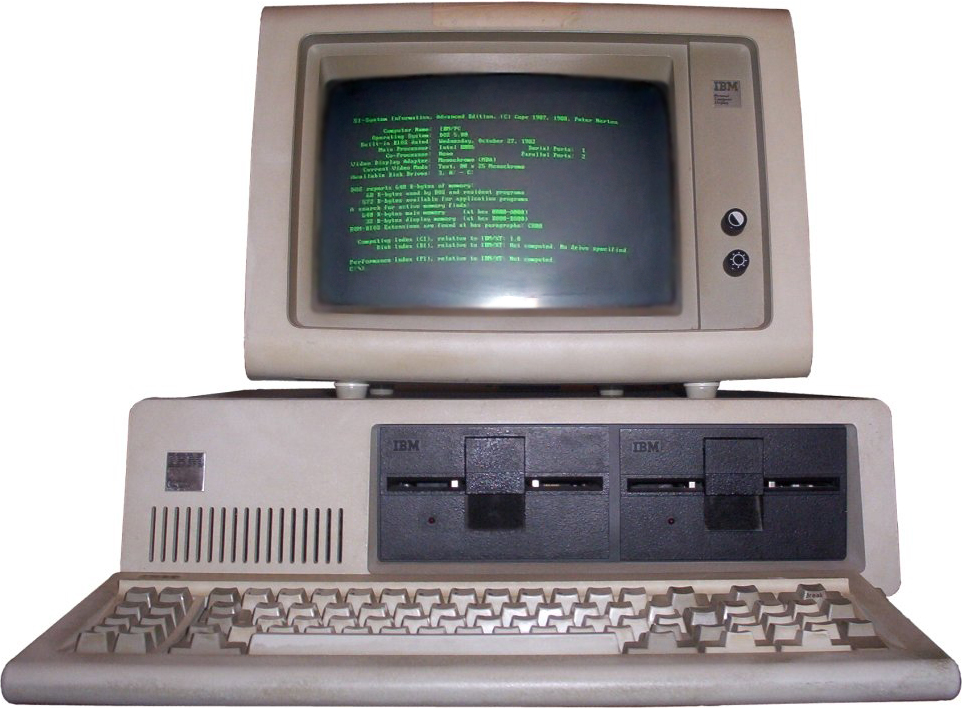
Máy tính IBM gốc (Model 5150) đã thúc đẩy việc sản xuất các bản sao tương thích trong đầu những năm 1980.